# Uzdrowienie paralityka w Kafarnaum
Uzdrowienie paralityka w Kafarnaum – cud Jezusa dokonany podczas jego publicznej działalności w Galilei w osadzie Kafarnaum nad Jeziorem Tyberiadzkim, opisany w Ewangeliach synoptycznych.

## Treść przekazu ewangelicznego
Wszyscy trzej synoptycy umieszczają opis cudu w toku galilejskiej działalności Jezusa. Jezus, dla Łukasza pełen mocy Pańskiej/Bożej, siedział, nauczając, jak to określa w sposób jednoznaczny tylko Marek − w domu (gr. ἐν οἴκῳ). Niespodziewanie jakieś osoby przyniosły sparaliżowanego człowieka. Marek podaje liczbę niosących, było ich czterech. W narracji Marka i Łukasza, dobroczyńcy napotkali na przeszkodę: tłum uniemożliwiający doniesienie chorego do samego Jezusa. Rozebrali więc dach i przez otwór spuścili paralityka, według Łukasza „w sam środek przed Jezusa”. Mateusz całkowicie zaniedbuje sprawę trudności i rozbiórki dachu. Dachy w typowej zabudowie starożytnego Kafarnaum były bardzo nietrwałe. Zrobione ze słomy i utwardzonej ziemi, reperowane były dosyć często, szczególnie po ustąpieniu opadów zimowych.
Jezus czując wiarę życzliwych paralitykowi osób, odpuścił mu grzechy. Uczeni w Piśmie, a u Łukasza również faryzeusze, posądzili Jezusa o bluźnierstwo. Chrystus, będąc Synem Bożym, czytał w ich myślach. Stawia pytanie zawierające alternatywę: łatwiej jest odpuścić człowiekowi grzechy czy go uzdrowić z choroby? Pokazując pełnię mocy Bożej, o której Łukasz wspomniał już wcześniej, nakazał uwolnionemu od grzechów paralitykowi zamanifestować, iż jest również wolny od swojej cielesnej niemocy. Jezus nakazuje zabranie łoża (gr. κράβαττος u Mk, κλίνη u Mt, κλινίδιον u Łk) i powrót do domu, co paralityk czyni natychmiast, u Łukasza oddając chwałę Bogu. Reakcją zebranych jest zdumienie, głosy pełne zachwytu, uwielbienie Boga.

## Synopsa tekstów zawierających opis cudu
Teksty w tabeli zostały zaczerpnięte z Biblii Tysiąclecia.
| Marek rozdz. 2 | Mateusz rozdz. 9 | Łukasz rozdz. 5 |
| --- | --- | --- |
| 1Gdy po pewnym czasie wrócił do Kafarnaum, posłyszeli, że jest w domu. 2Zebrało się tyle ludzi, że nawet przed drzwiami nie było miejsca, a On głosił im naukę.                                                                               | 1On wsiadł do łodzi, przeprawił się z powrotem i przyszedł do swego miasta. | 17Pewnego dnia, gdy nauczał, siedzieli przy tym faryzeusze i uczeni w Prawie, którzy przyszli ze wszystkich miejscowości Galilei, Judei i Jerozolimy. A była w Nim moc Pańska, że mógł uzdrawiać. |
| 3Wtem przyszli do Niego z paralitykiem, którego niosło czterech. | 2aI oto przynieśli Mu paralityka, leżącego na łożu. | 18Wtem jacyś ludzie niosąc na łożu człowieka, który był sparaliżowany, starali się go wnieść i położyć przed Nim.                                                                                 |
| 4Nie mogąc z powodu tłumu przynieść go do Niego, odkryli dach nad miejscem, gdzie Jezus się znajdował, i przez otwór spuścili łoże, na którym leżał paralityk.                                                                                | | 19Nie mogąc z powodu tłumu w żaden sposób go przynieść, wyszli na płaski dach i przez powałę spuścili go wraz z łożem w sam środek przed Jezusa.                                                  |
| 5Jezus, widząc ich wiarę, rzekł do paralityka: «Synu, odpuszczają ci się twoje grzechy». | 2bJezus, widząc ich wiarę, rzekł do paralityka: «Ufaj, synu! Odpuszczają ci się twoje grzechy».                                                                                                 | 20On widząc ich wiarę rzekł: «Człowieku, odpuszczają ci się twoje grzechy». |
| 6A siedziało tam kilku uczonych w Piśmie, którzy myśleli w sercach swoich: 7«Czemu On tak mówi? On bluźni. Któż może odpuszczać grzechy, oprócz jednego Boga?»                                                                                | 3Na to pomyśleli sobie niektórzy z uczonych w Piśmie: On bluźni. | 21Na to uczeni w Piśmie i faryzeusze poczęli się zastanawiać i mówić. «Któż On jest, że śmie mówić bluźnierstwa? Któż może odpuszczać grzechy prócz samego Boga?»                                 |
| 8Jezus poznał zaraz w swym duchu, że tak myślą, i rzekł do nich: «Czemu nurtują te myśli w waszych sercach? 9Cóż jest łatwiej: powiedzieć do paralityka: Odpuszczają ci się twoje grzechy, czy też powiedzieć: Wstań, weź swoje łoże i chodź? | 4A Jezus, znając ich myśli, rzekł: «Dlaczego złe myśli nurtują w waszych sercach? 5Cóż bowiem jest łatwiej powiedzieć: "Odpuszczają ci się twoje grzechy", czy też powiedzieć: "Wstań i chodź!" | 22Lecz Jezus przejrzał ich myśli i rzekł do nich: «Co za myśli nurtują w sercach waszych? 23Cóż jest łatwiej powiedzieć: "Odpuszczają ci się twoje grzechy", czy powiedzieć: "Wstań i chodź"?     |
| 10Otóż, żebyście wiedzieli, iż Syn Człowieczy ma na ziemi władzę odpuszczania grzechów - rzekł do paralityka: 11Mówię ci: Wstań, weź swoje łoże i idź do domu!».                                                                              | 6Otóż żebyście wiedzieli, iż Syn Człowieczy ma na ziemi władzę odpuszczania grzechów - rzekł do paralityka: Wstań, weź swoje łoże i idź do domu!»                                               | 24Lecz abyście wiedzieli, że Syn Człowieczy ma na ziemi władzę odpuszczania grzechów» - rzekł do sparaliżowanego: «Mówię ci, wstań, weź swoje łoże i idź do domu!»                                |
| 12aOn wstał, wziął zaraz swoje łoże i wyszedł na oczach wszystkich. | 7On wstał i poszedł do domu. | 25I natychmiast wstał wobec nich, wziął łoże, na którym leżał, i poszedł do domu, wielbiąc Boga.                                                                                                  |
| 12bZdumieli się wszyscy i wielbili Boga mówiąc: «Jeszcze nigdy nie widzieliśmy czegoś podobnego». | 8A tłumy ogarnął lęk na ten widok, i wielbiły Boga, który takiej mocy udzielił ludziom. | 26Wtedy zdumienie ogarnęło wszystkich; wielbili Boga i pełni bojaźni mówili: «Przedziwne rzeczy widzieliśmy dzisiaj»                                                                              |

## Interpretacja
Paralityk nie wydaje się być najważniejszym bohaterem opowiadania. Są nimi raczej jego przyjaciele, którzy mimo zakazów rytualnych dotykają się go z miłości, oraz niedowierzający, a raczej nawet wrogo nastawieni faryzeusze. Dziwne postawienie sprawy przez Jezusa, jego pytanie, obnaża prawdę o tych drugich. Uzdrowienie chorego, stające się niejako potwierdzeniem władzy Jezusa do odpuszczania grzechów, godzi w instytucję świątyni. Tylko tam dostępowano łaski odpuszczania grzechów. Wyeliminowana zostaje konieczność składania ofiar ze zwierząt, jednej z rzeczy podstawowych w kulcie Narodu wybranego. Powodem oceny cudu, jako do tej pory nigdy niespotykanego, jest właśnie odpuszczenie grzechów. To przymiot Boga, Jezus objawia prawdę o sobie. Dla chrześcijan perykopa ta jest swego rodzaju wyzwaniem. Trzeba dbać o wiarę, pielęgnować ją, bo wiara przyzywa Boga do wkraczania w porządek natury i działania dla dobra człowieka.

## Lokalizacja
Mateusz i Marek wprost lokalizują całe wydarzenie w Kafarnaum, u Mateusza jest to swoje miasto, w odniesieniu to tego, co zostało powiedziane wcześniej w rozdz. 4,13: „Opuścił jednak Nazaret, przyszedł i osiadł w Kafarnaum nad jeziorem, na pograniczu ziem Zabulona i Neftalego”. Ta sama lokalizacja u Łukasza wynika z kontekstu: po wyjściu stamtąd zaraz napotyka celnika imieniem Lewi, a komora celna znajdowała się w miejscowości granicznej, w której też stacjonowały wojska pilnujące granicy, stąd również i obecność dowódcy-setnika.